# Томас Бергерсен
Томас Јакоб Бергерсен (енгл. Thomas Jacob Bergersen)  (рођен 4. јула 1980. године у Торндхајму у Норвешкој) је норвешки композизор и један од оснивача компаније Two Steps from Hell која се бави производњом комерцијалне музике за филмове и трејлере. Бергерсенове композиције су коришћене у многим трејлерима и кампањама за познате филмове као што су Аватар, Пирати са Кариба, Сумрак Сага, Нарнија, Хари Потер, Да Винчијев Код, Мумија, Мрачни Витез, Трон и стотине других. Бергерсен је искомпоновао преко хиљаду песама и музичких партитура које су коришћене у индустрији рекламирања филмова.

## Каријера
Своју музичку каријеру Бергерсен је започео као звучни дизајнер за групу Index, у оквиру групе, био је познат под именом Lioz. Бавио се компоновањем израдом звучних модула које је при компоновању користио у оквиру софтвера. Бергерсен је заједно са норвешким Ди-џејем и пријатељем Boom Jinx радио на транс синглу из 2007. године „Remember September".
Бергерсен је заједно са британским композитором Ником Финиксом 2006. године основао компанију Two Steps from Hell. Њихов циљ је био да компонују музику за филмске трејлере за коју би касније издавали лиценцу. Бергерсен и Финикс су 2009. године објавили дебитни албум Two Steps from Hell под називом Invincible, након којег су уследили и други комерцијални албуми као што су Archangel и SkyWorld. 
Бергерсен је 2010. године искомпоновао оригиналну музику за филм The Human Experience. Издата је у CD формату 29. марта 2011. године. Наредних година је избацио и синглове „Heart" и „The Hero in Your Heart" у хуманитарне сврхе, како би помогао људима Јапана и Филипина који су те године проживели кроз природне непогоде.
Његов први соло албум Illusions је избацио 2011. године, а други, Sun, у септембру 2014. године.
Током марта 2020. године, најавио је почетак серија албума под називом Humanity. Планирао је да кроз седам делова тог албума илуструје и истражи аспекте људских емоција. Први део Humanity: Chapter I објавио првог јула 2020. године, други део Humanity: Chapter II 11. новембра 2020. године. Затим трећи и четврти део Humanity: Chapter III и Humanity: Chapter IV, 2. септембра 2021. године. Пети део, Humanity: Chapter V је објавио 21. априла 2023.године, а шести и седми део, Humanity: Chapter VI и Humanity: Chapter VII, тек треба да буду најављени.

## Приватни Живот
Бергерсен каже да се селио из Лос Анђелеса у Мајами, па потом у Сијетл у раздобљу од 2010 до 2014 године у белешкама албума Sun. Песму „Cassandra", која је изашла у оквиру истог албума, је инспирисала његова ондашња девојка. Бергерсен себе сматра гејмером. Игра игрице као што су Duke Nukem 3D, Doom, Quake и Hitman: Absolution.

## Музика
Бергерсен наводи да су на њега утицали музичари из многих различитих жанрова, као што су Волфганг Амеадеус Моцарт и Кејти Пери. Међутим, каже да је Густав Малер остварио највећи утицај на његову музику. Не допада му се концепт музичких жанрова јер сматра да то ограничава музику на специфичну структуру у сврхе класификације. Из тог разлога, он избегава да прати жанрове и трендове у индустрији, уместо тога се води сопственом интуицијом.
Црпи инспирацију из својих емоција и догађаја из својих романтичних веза, као и из свега „јединственог и лепог" у његовом окружењу.
У свом раду, Томас се користи библиотекама звучних узорака, од којих су неке јавно доступне. Међутим великажу већину звучних узорака којима располаже је он сам снимио укључујући звуке бројних инструмената и оркестара широм света, ови узорци су доступни само њему.
Према Томасовим речима, он се користи Steinberg-овим секвенцером „Cubase" при компоновању музике.

## Дискографија

### Соло

#### Студио албуми
- Illusions (2011)
- Sun (2014)
- Humanity (2020-)
  - Chapter I (2020)
  - Chapter II (2020)
  - Chapter III (2021)
  - Chapter IV (2021)
  - Chapter V (2023)

#### Симфоније
- American Dream (2018)
- Seven (2019)

### Two Steps from Hell

#### Студио Албуми
- Invincible (2010)
- Archangel (2011)
- Halloween (2012)
- SkyWorld (2012)
- Classics Volume One (2013)
- Miracles (2014)
- Colin Frake on Fire Mountain (2014)
- Battlecry (2015)
- Classics Volume Two (2015)
- Vanquish (2016)
- Unleashed (2017)
- Dragon (2019)
- Myth (2022)

## Списак референци
1. ↑  Rome, Emily; Times, Los Angeles (2012-04-08). „Their movie trailer music is proudly commercial”. Los Angeles Times (на језику: енглески). Приступљено 2023-06-09.
2. ↑  Boom Jinx Feat. Thomas J. Bergersen - Remember September (на језику: енглески), 2007, Приступљено 2023-06-09
3. ↑  „Illusions”. Бергерсенов званични вебсајт (на језику: енглески). Приступљено 2023-06-09.
4. 1 2  „Интервју са Бергерсеном”. STARBURST Magazine (на језику: енглески). 2013-02-09. Приступљено 2023-06-09.
5. 1 2  Wright, Chris (2016-05-06). „Meet Thomas Bergersen — Master of Powerful, Epic Music, чланак о Бергерсену и његовој музици”. Gear Patrol (на језику: енглески). Приступљено 2023-06-09.